# Ex uxore
La locuzione latina ex uxore letteralmente significa "dalla moglie".
Soprattutto con riferimento ad argomenti di diritto e di genealogia, il termine indica la provenienza di un bene, di un diritto o di una discendenza dalla moglie. Il termine veniva utilizzato sovente nelle successioni ereditarie o di titoli nobiliari quando una moglie si trovava erede con diritto di trasmissione o unica erede di un patrimonio materiale o immateriale di derivazione paterna e questo stesso ne garantiva la successione al marito di lei ed alla sua casata.
Solitamente, nel caso di importanti passaggi di proprietà o di titoli, la famiglia di origine, per evitare che il cognome andasse inevitabilmente terminato con l'assenza di discendenza maschile, consentiva l'assunzione dell'eredità al marito purché questi aggiungesse al suo ed alla sua discendenza il cognome della famiglia da cui il beneficio derivava.

## Esempi storici
- Niccolò I Ludovisi, ex uxore principe di Piombino
- Pietro Gregorio Ottoboni Boncompagni Ludovisi, ex uxore duca di Fiano
- Scipione Giuseppe Castelbarco, ex uxore marchese di Cislago
- Eugenio Maurizio di Savoia-Soissons, ex uxore conte di Soissons
- Filippo Domenico Doria Pamphilj ex uxore marchese di Caravaggio
- Eugenio Giovanni Francesco di Savoia-Soissons, ex uxore duca di Troppau

Tra le famiglie nobili italiane di maggior rilievo che utilizzarono una o più volte tale diritto vi sono i Visconti, i Peretti e gli Ottoboni.